# Inowłódz
Inowłódz ist eine Stadt im Powiat Tomaszowski der Woiwodschaft Łódź in Polen. Sie ist Sitz der gleichnamigen Stadt-und-Land-Gemeinde mit 3819 Einwohnern (Stand 31. Dezember 2020). Zum 1. Januar 2024 erhielt Inowłódz sein 1870 entzogenes Stadtrecht wieder. 

## Gemeinde
Zur Stadt-Land-Gemeinde (gmina miejsko-wiejska) Inowłódz gehören die Stadt selbst und acht weitere Dörfer mit Schulzenämtern.

## Baudenkmale
- Kirche St. Ägidius (Kościół św. Idziego), ab 1138 errichtet, ein romanischer Bau aus rotem Haustein.
- Ruine des Schlosses, Bau zwischen 1356 und 1366 begonnen als Burganlage
- Ehemalige Synagoge
- Jüdischer Friedhof.